# Paul Gerber
Paul Gerber, nemški fizik, * 1854, Berlin, † 13. avgust 1909, Freiburg im Breisgau.

## Življenje in delo
Gerber je študiral v Berlinu med letoma 1872 in 1875. Leta 1877 je začel poučevati na realni gimnaziji v Stargardu v Pomeraniji. Najbolj je znan po svojem spornem delo o hitrosti gravitacije in precesijskem sukanju Merkurjevega prisončja.
Na podlagi elektrodinamičnih zakonov Webra, Gaussa, Riemanna in Maxwella je med letoma 1870 in 1900 mnogo znanstvenikov poskušalo povezati gravitacijo s končno hitrostjo razširjanja in poskušalo pojasniti precesijsko sukanje Merkurjevega prisončja. Leta 1890 je Lévy uspel, če je združil Webrove in Riemannove zakone, kjer je hitrost gravitacije enaka hitrosti svetlobe. Ker so bili osnovni zakoni Webra in drugih napačni, so te poskuse zavrnili. Webrovo teorijo so nadomestile Maxwellove enačbe.
Različica izpodrinjenih teorij je bila tudi Gerberjeva, ki jo razvil med letoma 1898 in 1902. Predpostavil je končno hitrost gravitacije {\displaystyle c_{\rm {g}}\!\,} in za gravitacijski potencial dobil zvezo:
{\displaystyle V={\frac {\mu }{r\left(1-{\frac {1}{c_{\rm {g}}}}{\frac {\mathrm {d} r}{\mathrm {d} t}}\right)^{2}}}\!\,.}
Po binomskem izreku do drugega reda sledi:
{\displaystyle V={\frac {\mu }{r}}\left[1+{\frac {2}{c_{\rm {g}}}}{\frac {\mathrm {d} r}{\mathrm {d} t}}+{\frac {3}{c_{\rm {g}}^{2}}}\left({\frac {\mathrm {d} r}{\mathrm {d} t}}\right)^{2}\right]\!\,.}
Po Gerberju je zveza med hitrostjo gravitacije cg in zasukom Merkurjevega prisončja Ψ:
{\displaystyle c_{\rm {g}}^{2}={\frac {6\pi \mu }{a(1-\epsilon ^{2})\Psi }}\!\,,}
kjer je:
{\displaystyle \mu ={\frac {4\pi ^{2}a^{3}}{\tau ^{2}}}\!\,}, in tukaj {\displaystyle \epsilon \!\,} izsrednost tira, {\displaystyle a\!\,} velika polos, {\displaystyle \tau \!\,} obhodna doba.
S podatki za Merkur je izračunal hitrost gravitacije 305.500 km/s, kar je skoraj enako svetlobni.
Gerberjeva enačba da za zasuk Merkurjevega prisončja:
{\displaystyle \Psi ={\frac {24\pi ^{3}a^{2}}{\tau ^{2}(1-\epsilon ^{2})c_{\rm {g}}^{2}}}\!\,.}
Einstein in kritik teorije relativnosti Gehrcke sta leta 1916 omenila, da je matematično enaka Einsteinovi zvezi iz splošne teorije relativnosti, ki jo je Einstein izpeljal leta 1915.
{\displaystyle \delta ={\frac {24\pi ^{3}a^{2}}{T^{2}(1-e^{2})c^{2}}}={\frac {6\pi \kappa m_{\odot }}{a(1-e^{2})c^{2}}}\!\,,}
kjer je {\displaystyle e\!\,} izsrednost tira, {\displaystyle a\!\,} glavna polos, {\displaystyle T\!\,} obhodna doba, {\displaystyle c\!\,} hitrost gravitacije, enaka svetlobni, {\displaystyle \kappa \!\,} gravitacijska konstanta, {\displaystyle m_{\odot }\!\,} Sončeva masa.
Gehrcke je leta 1917 ponovno objavil Gerberjev članek iz leta 1902 v Annalen der Physik in podvomil o izvirnosti Einsteinove izpeljave. Po Fölsingu in Roseveareu so te trditve ovrgli, ker so kmalu po ponovni objavi Gerberjevega članka nekateri znanstveniki, kot sta von Seeliger in von Laue, objavili nekaj člankov, kjer so pokazali da Gerberjeva teorija ni skladna in da njegova enačba ni posledica njegovih predpostavk. Seelinger je opozoril na slabost Gerberjeve izpeljave sile, von Laue pa je navedel, da lahko zavzame končno hitrost le retardirani potencial in potem se ne more privzeti da Sonce miruje. Roseveare je tudi pobijal da je vrednost odklona svetlobe v statičnem gravitacijskem polju Sonca v Gerberjevi teoriji prevelika za faktor 3/2.